# Quintus Pompeius Rufus (praetor in 63 v.Chr.)
Quintus Pompeius Rufus was een politicus uit de late Romeinse Republiek.
Hij was praetor in 63 v.Chr. en werd naar aanleiding van de samenzwering van Catilina naar Capua gestuurd, om te voorkomen dat de daar aanwezige gladiatorenscholen niet in handen van de samenzweerders vielen. In de volgende jaren (tot ten laatste 59 v.Chr.) was hij stadhouder van de provincia Africa.